# العلاقات الكرواتية الناوروية
العلاقات الكرواتية الناوروية هي العلاقات الثنائية التي تجمع بين كرواتيا وناورو.

## مقارنة بين البلدين
هذه مقارنة عامة ومرجعية للدولتين:
| وجه المقارنة                                              | كرواتيا                                                  | ناورو                          |
| --------------------------------------------------------- | -------------------------------------------------------- | ------------------------------ |
| المساحة (كم2)                                             | 56.59 ألف                                                | 21                             |
| عدد السكان (نسمة)                                         | 4.11 مليون                                               | 10.08 ألف                      |
| الكثافة السكانية (ن./كم²)                                 | 72.63                                                    | 48.00 ألف                      |
| العاصمة                                                   | زغرب                                                     | ضاحية يارين                    |
| اللغة الرسمية                                             | اللغة الكرواتية                                          | اللغة الناورونية، لغة إنجليزية |
| العملة                                                    | كونا كرواتية                                             | دولار أسترالي                  |
| الناتج المحلي الإجمالي (بليون دولار)                      | 54.85 مليار                                              | 113.88 مليون                   |
| الناتج المحلي الإجمالي (تعادل القوة الشرائية) بليون دولار | 94.64 مليار                                              | 162.98 مليون                   |
| الناتج المحلي الإجمالي الاسمي للفرد دولار أمريكي          | 11.54 ألف                                                | 9.83 ألف                       |
| الناتج المحلي الإجمالي للفرد دولار أمريكي                 | 21.64 ألف                                                |                                |
| مؤشر التنمية البشرية                                      | 0.818                                                    |                                |
| رمز المكالمات الدولي                                      | +385                                                     | +674                           |
| رمز الإنترنت                                              | .hr                                                      | .nr                            |
| المنطقة الزمنية                                           | توقيت وسط أوروبا، ت ع م+01:00، ت ع م+02:00، أوروبا/زغرب ‏ | ت ع م+12:00                    |

## منظمات دولية مشتركة
يشترك البلدان في عضوية مجموعة من المنظمات الدولية، منها:
| علم المنظمة | اسم المنظمة                   | تاريخ انضمام كرواتيا | تاريخ انضمام ناورو |
| ----------- | ----------------------------- | -------------------- | ------------------ |
|             | يونسكو                        | 1 يونيو 1992         | 17 أكتوبر 1996     |
|             | الاتحاد البريدي العالمي       | ?                    | ?                  |
|             | منظمة الشرطة الجنائية الدولية | ?                    | ?                  |
|             | الأمم المتحدة                 | 22 مايو 1992         | 14 سبتمبر 1999     |
|             | الاتحاد الدولي للاتصالات      | 3 يونيو 1992         | 10 يونيو 1969      |
|             | منظمة حظر الأسلحة الكيميائية  | ?                    | ?                  |

## وصلات خارجية
- موقع وزارة الخارجية الكرواتية